# 7689 Райнерштосс
7689 Райнерштосс (7689 Reinerstoss) — астероїд головного поясу, відкритий 24 вересня 1960 року.
Тіссеранів параметр щодо Юпітера — 3,305.